# Yadea G5

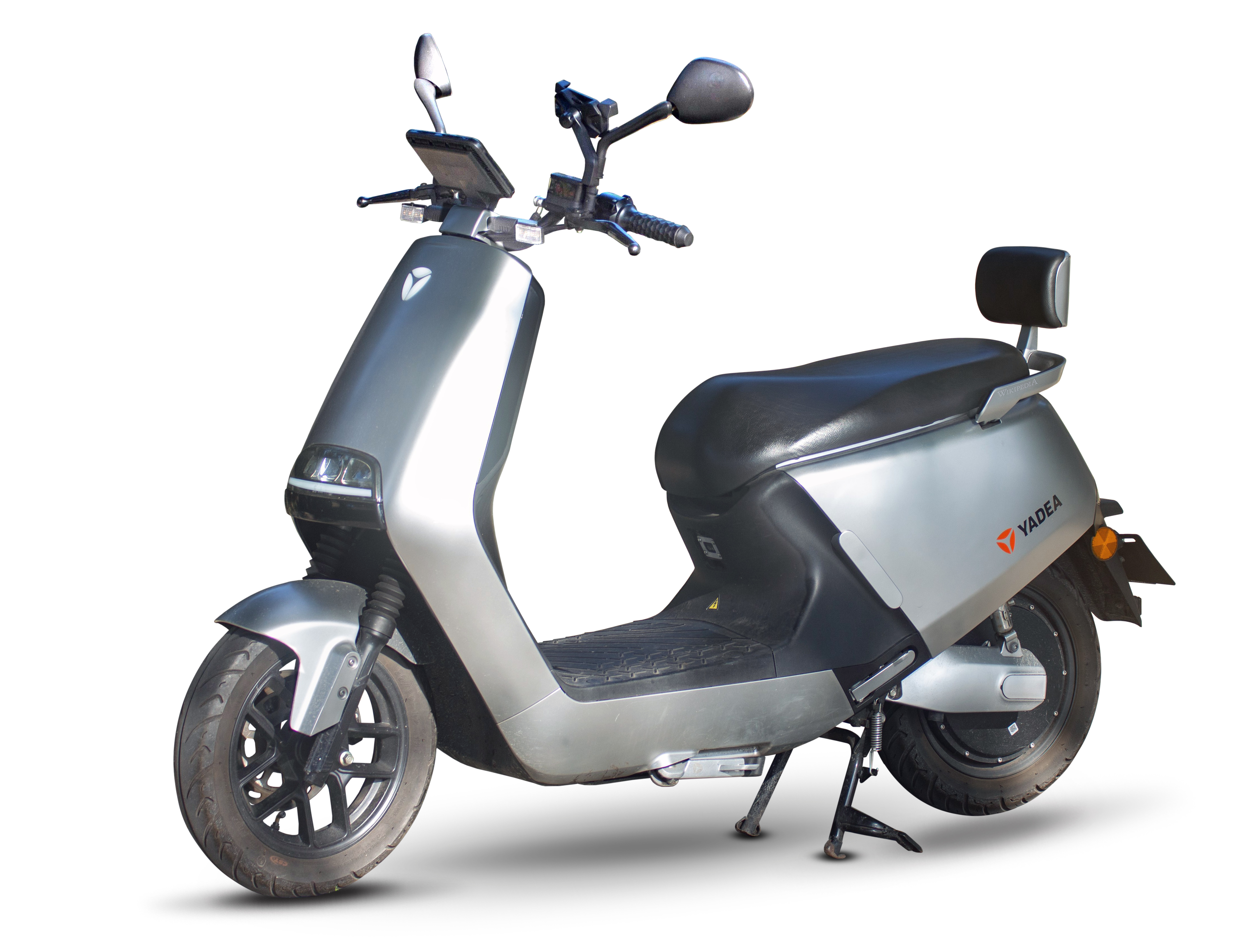
Yadea G5, 80 km Reichweite mit Panasonic-Akku, seit 2021

Der Yadea G5 ist ein Elektromotorroller des chinesischen Herstellers Yadea. Er wurde im November 2018 auf der EICMA vorgestellt und kam 2021 nach Deutschland.
Der Yadea G5 wird in drei Versionen angeboten:
- G5: Höchstgeschwindigkeit 45 km/h,[1] G5 Pro mit doppelter Reichweite[4]
- G5S: Höchstgeschwindigkeit 80 km/h[5]

Für die Gestaltung wurde mit einer österreichischen Designagentur zusammengearbeitet.

## Technik
Der Yadea G5 hat einen Stahlrohrrahmen. Die Hinterradschwinge besteht aus Aluminium. Das Staufach unter dem Sitz fasst 26 Liter. Der Akku des G5 befindet sich unter der Fußstütze und soll ebenso wie jeder Akku des G5 Pro in maximal 8 Stunden geladen sein. Die Akkus unter der Fußstütze und unter dem Sitz des G5S sollen in vier bis sechs Stunden voll geladen sein.
Alle G5-Modelle haben 12 Zoll-Räder und vorn eine 30-mm-Teleskopgabel. Gebremst wird mit hydraulischen Scheibenbremsen vorn und hinten; deren Durchmesser beträgt 220 mm. Bislang gibt es kein ABS, jedoch ein Combined Bremssystem, was die Bremskraft nach vorn und hinten verteilt.

## Ausstattung
Bei allen G5-Modellen kann der Akku entnommen werden, um ihn beispielsweise in der Wohnung zu laden. Alle haben ein 7-Zoll-Display, das beim G5S farbig ist. Darüber hinaus kann der G5S ohne Schlüssel gestartet werden (Keyless Go).

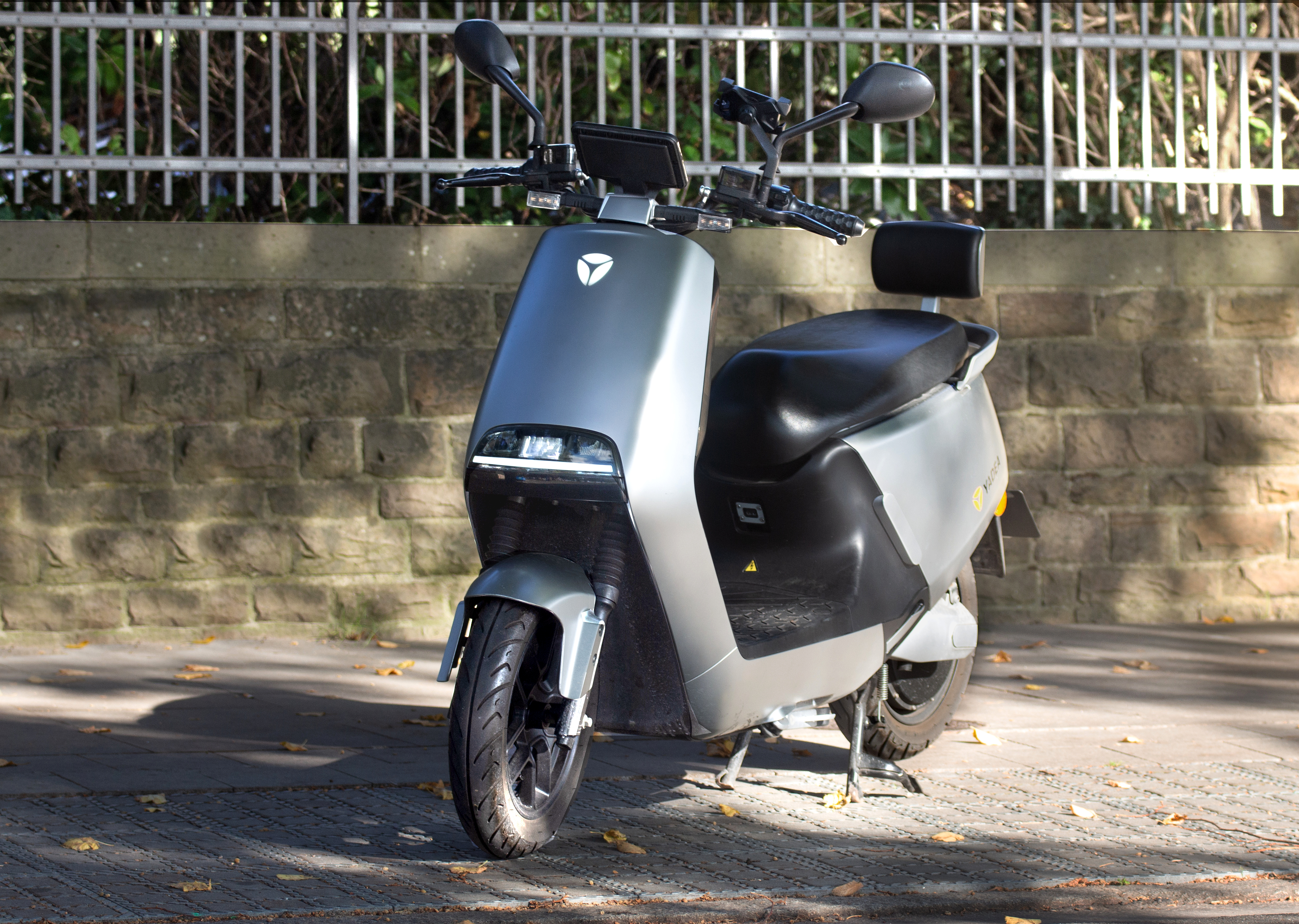
Yadea G5, Frontansicht
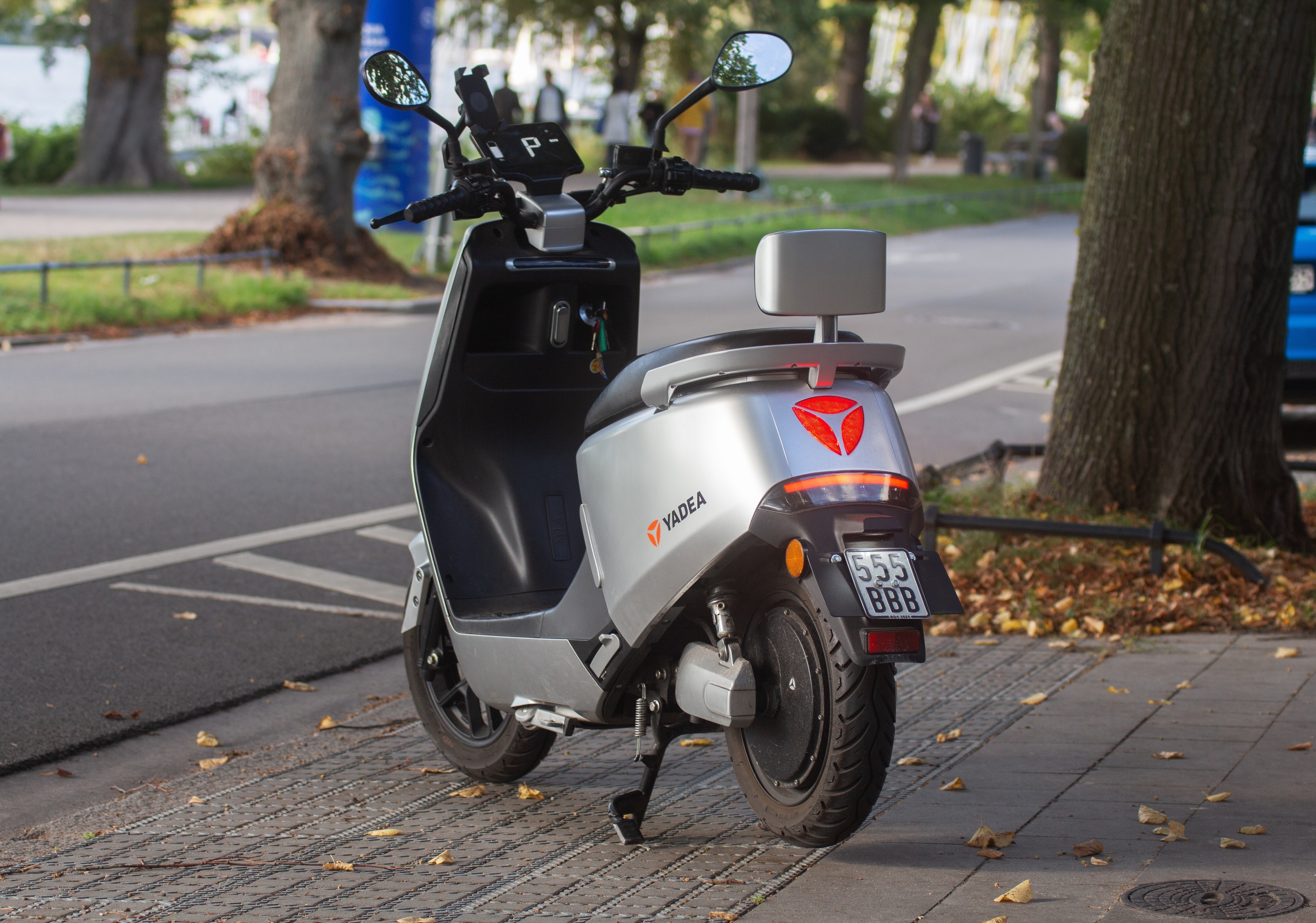
Heckseitenansicht
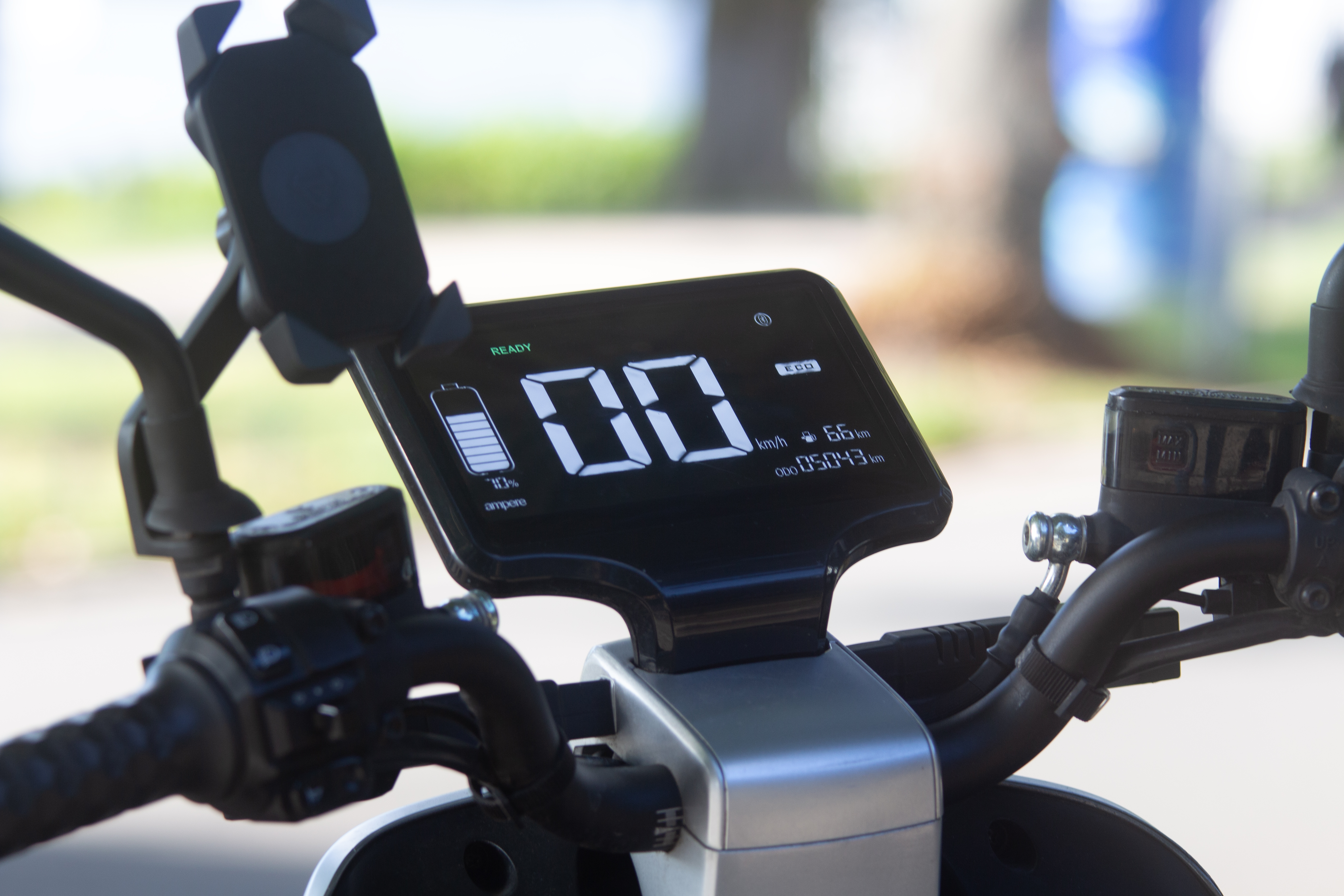
G5, Kombiinstrument mit Digitalanzeige
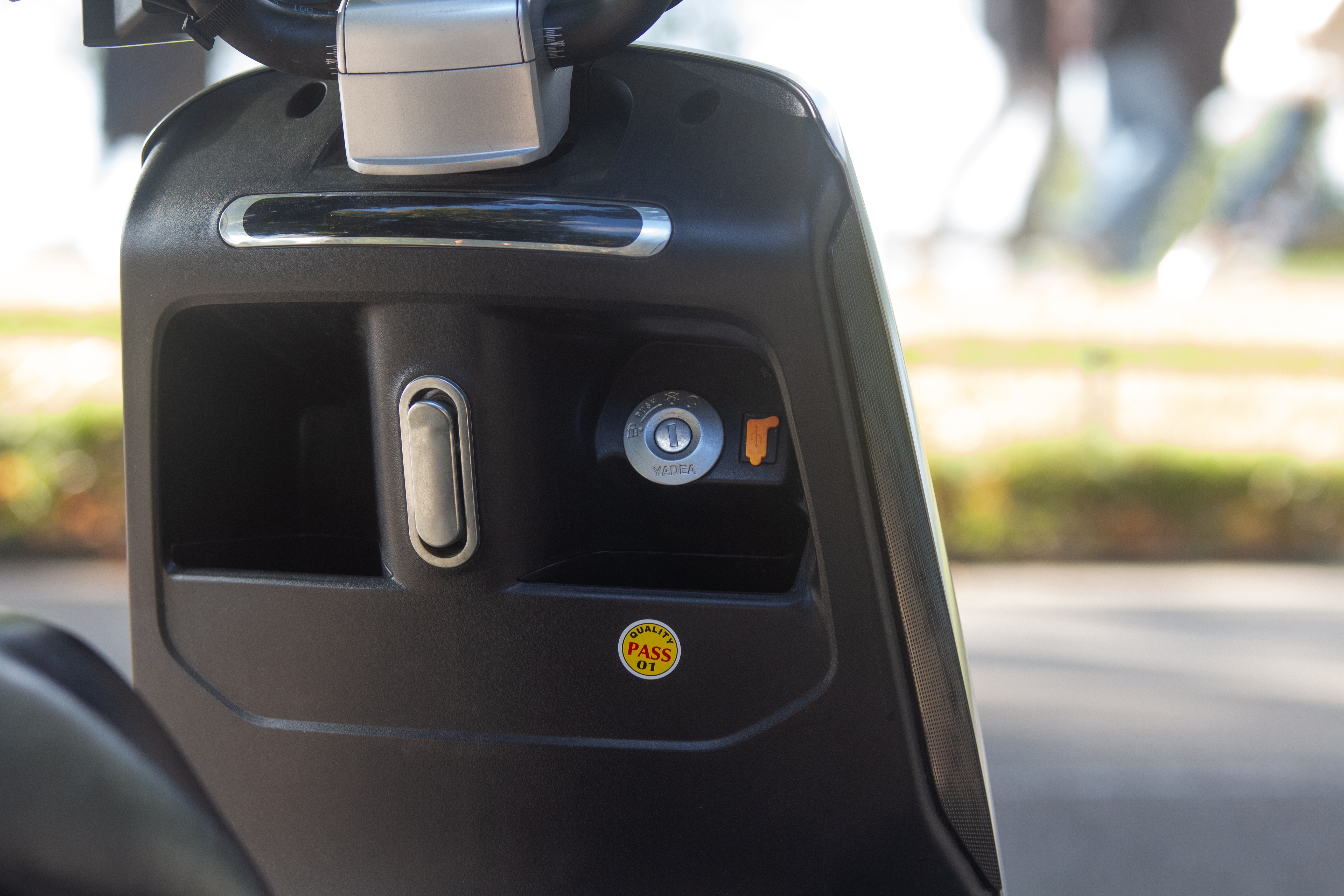
G5, Rückseite der vorderen Verkleidung: Taschenhalter, USB-Anschluss
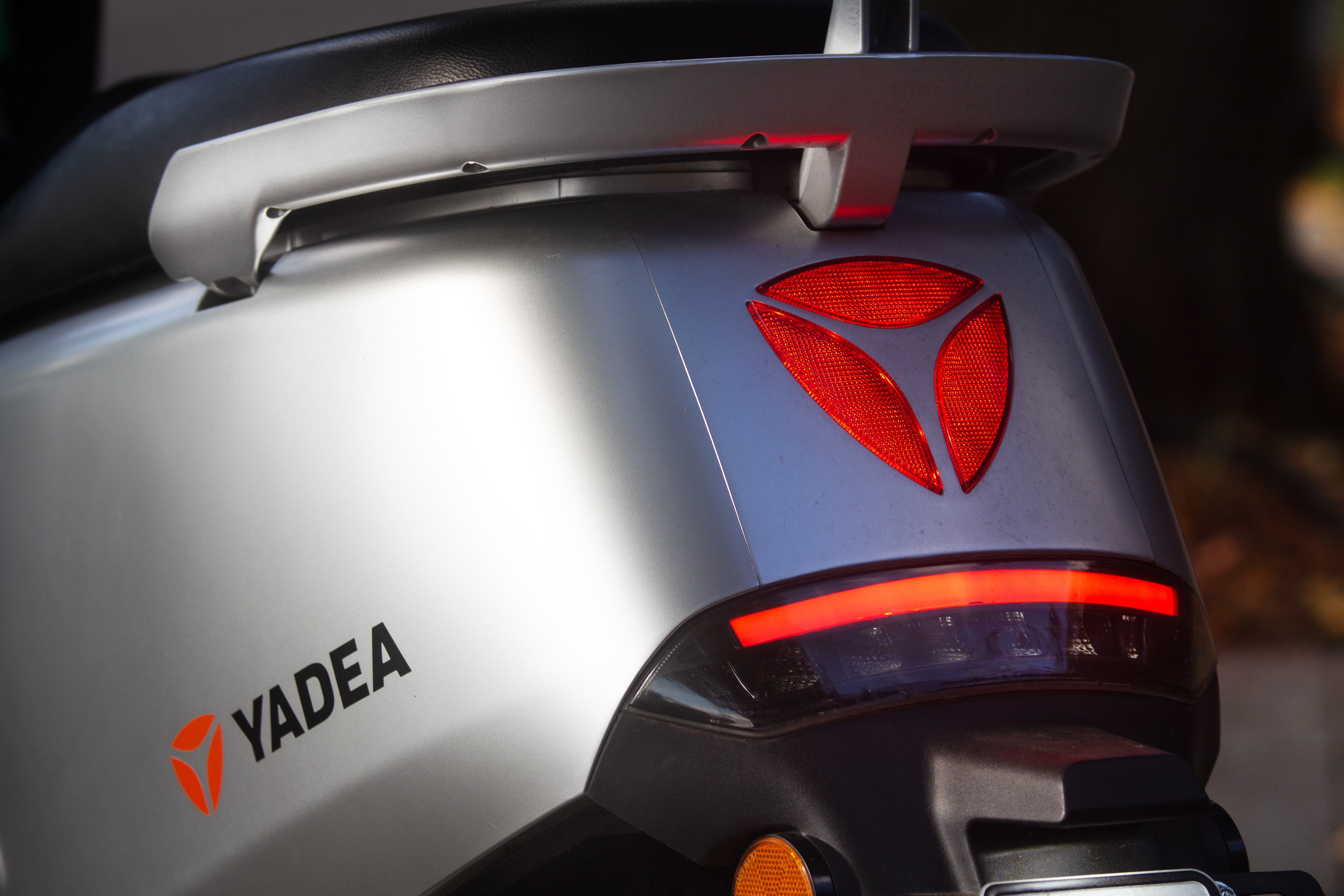
Rückleuchten

## Technische Daten
| Kenngröße                | G5                | G5 Pro            | G5S     |
| ------------------------ | ----------------- | ----------------- | ------- |
| Motortyp                 | Nabenmotor        | Nabenmotor        | n.n.    |
| Leistung                 | 2,3 kW            | 3,1 kW            | 4,1 kW  |
| Drehmoment               | 120 Nm            | 130 Nm            | x Nm    |
| Höchstgeschwindigkeit    | 45 km/h           | 45 km/h           | 80 km/h |
| Beschleunigung 0–50 km/h | −                 | −                 | n.n.    |
| Akkusystem               | Li-Ion            | Li-Ion            | Li-Ion  |
| Akkukapazität            | 1920 Wh           | 3840 Wh           | 2880 Wh |
| maximale Reichweite      | 80 km             | 160 km            | 115 km  |
| Leergewicht              | 88 kg (ohne Akku) | 88 kg (ohne Akku) | 81 kg   |